# Трабише, Тедди
Тедди Трабише (фр. Teddy Trabichet; 10 марта 1987, Эшироль, Франция) — французский профессиональный хоккеист, защитник клуба «Гап». Игрок сборной Франции по хоккею с шайбой.

## Биография
Тедди Трабише начал профессиональную карьеру в клубе «Гренобль». В сезоне 2005/06 дебютировал в чемпионате Франции. В 2008 году был впервые вызван в сборную Франции на чемпионат мира по хоккею с шайбой. В 2009 году перешёл в клуб «Амьен». Летом 2012 года подписал контракт с клубом «Бриансон». С 2014 года выступает за «Гап».